# Cales spenceri
Cales spenceri är en stekelart som först beskrevs av Girault 1915.  Cales spenceri ingår i släktet Cales och familjen växtlussteklar. Inga underarter finns listade.